# Алі Ісмаїл Коркмаз
Алі Ісмаїл Коркмаз (тур. Ali İsmail Korkmaz; 18 березня 1994, Хатай, Туреччина — 10 липня 2013, Ескішехір, Туреччина) — турецький студент-першокурсник Анатолійського університету, який помер у 19 років після побиття поліцією та політичними противниками, що втрутилися в марш, де він брав участь на підтримку протестів у парку Гезі. Він не зміг отримати своєчасну медичну допомогу. Коркмаз отримав крововилив в мозок, і залишався в комі протягом 38 днів. Помер 10 липня 2013 року. Його смерть викликала протести в Ескішехірі, у пам'ять про нього у місті встановили статую.

## Реакція
Після смерті Алі Ісмаїла Коркмаза почалися протести в різних провінціях Туреччини, а через 40 днів протестувальники вийшли також на вулиці Хатая. «Марш справедливості» розпочався в Анталії на згадку про вбитих під час протестів у парку Гезі, і досяг Ескішехіра. Учасники маршу разом із місцевими жителями вийшли на вулицю, де скоїли напад на Алі Ісмаїла Коркмаза. Після цієї протестної акції вони вирушили до Анкари, де вбили Етем Сарисюлюк, також під час протестів у парку Гезі.

## Судовий процес
2 червня 2013 року на судовому засіданні в Ескішехірі у справі Коркмаза звинувачення вимагало довічного ув'язнення восьми обвинуваченим.
21 січня 2015 року Мевлюта Салдогана засудили до 13 років тюремного ув'язнення за «навмисне заподіяння смерті». Його вирок скоротили до 10 років і 10 місяців з урахуванням вже проведеного під вартою часу. Офіцера поліції Ялчина Акбулута засудили до 12 років ув'язнення, але з тих же причин потрапив до в'язниці на 10 років. Фіринджилар Ісмаїл, Рамазан Коюнку та Мухаммед Патансевер були засуджені до 8 років позбавлення волі за завдання тілесних ушкоджень жертві. Їхнє покарання скоротили до 3 років та 4 місяців, оскільки вони лише сприяли вчиненню злочину. Інших поліціянтів, Шабана Гекпинара та Хусейна Енгіна, виправдали за відсутністю складу злочину.

## Пам'ять
Статую Алі Ісмаїла Коркмаза встановили в Ескішехірі. Стару автостоянку, розташовану на вулиці Іскелі в районі Расімпаша, стамбульський муніципалітет Кадикой перетворив на парк, який назвали на честь Алі Ісмаїла Коркмаза. Організація Університету Чукурова створила меморіальний ліс Алі Ісмаїла Коркмаза в Кемерхісарі. Муніципальна влада хатайського міста Самандаг назвала міст на в'їзді у свій район ім'ям Алі Ісмаїла Коркмаза.
Фонд Алі Ісмаїла Коркмаза, заснований сім'єю Коркмаза, проводить різноманітні заходи, які допомагають студентам, людям похилого віку, захисникам природи та тварин, художникам, ремісникам і надає стипендії студентам.